# 諾賓韋 (密歇根州)
諾賓韋（英語：Naubinway）是位於美國密歇根州麥基諾縣加菲爾德鎮區的一個普查規定居民點。

## 人口
根據2020年美國人口普查的數據，諾賓韋的面積為1.22平方千米，當中陸地面積為1.07平方千米，而水域面積為0.15平方千米。當地共有人口147人，而人口密度為每平方千米120.49人。